# Młyn w Wilkowicach (powiat poddębicki)
Młyn w Wilkowicach – drewniany młyn wodny nad Nerem wybudowany ok. 1914 r. Znajduje się w Wilkowicach (sołectwo Tur), w powiecie poddębickim, w województwie łódzkim. Obiekt wpisany do gminnej ewidencji zabytków gminy Wartkowice.

## Historia miejsca
Młyny wodne w tej lokalizacji istniały od niepamiętnych czasów. Poprzednikiem obecnie istniejącego obiektu był młyn drewniany, parterowy, usytuowany częściowo na palach nad wodą (część produkcyjna), a częściowo na stałym lądzie (część mieszkalna). Był poruszany kołem wodny i wyposażony w 2 pary kamieni, perlak, jagielnik  i żubrownik. Został zniszczony przez pożar około 1910 r.

## Obecny młyn
Obecnie istniejący budynek został wybudowany około 1914 r. w miejscu po spalonym młynie jako budynek drewniany, jednopiętrowy, z dachem dwuspadowym krytym papą. Był wyposażony w turbinę wodną typu Knoppa, dwie pary walców i urządzenia czyszczące. Przeszedł dwie przebudowy w wyniku których stał się budynkiem dwupiętrowym. W latach 70. XX w. był wciąż czynny. 